# Philipp Gerlach
Johann Philipp Gerlach (Spandau, 24 luglio 1679 – Berlino, 17 settembre 1748) è stato un architetto tedesco.

## Biografia
Allievo di Martin Grünberg, nel 1707 divenne architetto reale e urbanista di Berlino, capitale del neonato regno di Prussia. Federico Guglielmo I (il re soldato) nel 1720 lo nominò architetto capo delle residenze reali e gli affidò la responsabilità della costruzione di ponti e cittadelle. Nel periodo 1732-1733 costruì un piccolo capolavoro, il Kronprinzenpalais (palazzo del principe ereditario), per il principe ereditario Federico Guglielmo II. Poi nel 1734-1735, il Palazzo di giustizia.
Si devono a Gerlach le modifiche delle piazze di Friedrichstadt, ovvero le attuali Pariser Platz, Leipziger Platz e Mehringplatz. Gerlach lavorò anche a Potsdam, non lontano da Berlino, dove costruì la chiesa della guarnigione e della corte, demolita dal regime comunista tedesco nel 1968.